# Гендрік де Кейзер
Гендрік де Кейзер (нід. Hendrick de Keyser; * 15 травня 1565,  Утрехт, Нідерланди — 15 травня 1621, Амстердам, Нідерланди) — нідерландський архітектор і скульптор, який майстерно втілив у міській архітектурі, зокрема Амстердама форми пізнього ренесансу — маньєризму. 
Він батько нідерландського художника-портретиста й архітектора Томаса де Кейзера.

## З життя та творчості
Гендрік де Кейзер народився 15 травня 1565 року в місті Утрехті в родині тесляра. Замолоду був учнем майстра Корнеліса Блумарта-старшого (нід. Cornelis Bloemaert). У 26 років подався за своїм учителем до Амстердама. Згодом він розпочав роботу як вільний митець. 
Коли його талант майстра було оцінено як годиться, Гендріка де Кейзера призначили за міського муляра та скульптора. Насправді до кола його обов'язків входили всі завдання, що нині зазвичай пов'язуються зі службою міського архітектора. Де Кейзер відомий зведенням низки важливих будівель, які належать до головних історико-архітектурних пам'яток теперішньої нідерландської столиці, ряду інших міст Нідерландів. З-поміж них дотепер збереглися Південна церква (Зьойдеркерк) (1603—11) і башта при ній (1614), Делфтська ратуша (1618—20), Західна церква (Вестеркерк) (1620—31) і Західна вежа (Westertoren, побудована в 1638 році, згодом її перебудовано й вона змінила первинний вигляд). Будівля Амстердамської товарної біржі (1608—13), зведена Г. де Кейзером, була зруйнована у XIX столітті.

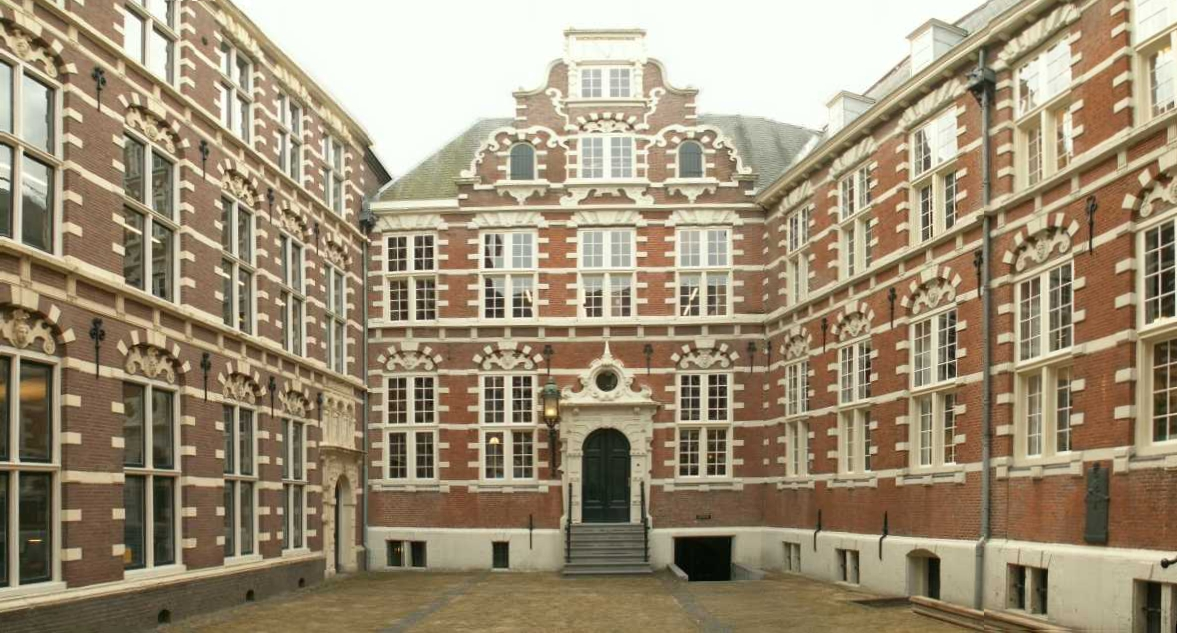
Ост-Індський будинок, Амстердам

Проєкти Гендріка де Кейзера, втілені в Амстердамі у перші десятиліття XVII століття, ознаменували встановлення в теперішній нідерландській столиці пізньоренесансного маньєризму, який відомий за назвою «амстердамський ренесанс». Цей архітектурний стиль багато в чому відхиляється від італійської архітектури епохи Відродження XVI століття. Класичні елементи, такі як пілястри, карнизи і фронтони використовувались у Амстердамі у великих масштабах, але здебільшого для декору. Де Кейзер ніколи не копіював зразки класичної архітектури, викладені в італійських трактатах. Його версія ренесансу, яка досягла розквіту наприкінці 2-го десятиліття XVII століття, була все-таки авторською розробкою в місцевих амстердамських умовах, саме вона заклала основу для дальшого розвитку голландської класичної архітектури, що втілилось у творчості Якоба ван Кампена і Пітера Поста. Вважається, що Гендрік де Кейзер, найпевніше, розробив і амстердамський «Ост-Індський будинок».
Окрім архітектури, Гендрік де Кейзер знаний як скульптор. Він розробив проєкт надгробного пам'ятника на могилу Вільгельма Мовчазного в делфтській Нівекерк (1614—23), хоча особисто не побачив закінчення робіт — проєкт завершив його син, теж скульптор, Пітер де Кейзер.
У 1631 році, через 10 років після смерті Г. де Кейзера, Корнеліс Данкертс (Cornelis Danckertsz) включив найважливіші ескізи робіт архітектора у свою книгу «Architectura Moderna».
Кар'єра Г. де Кейзера не обмежувалась суто Амстердамом і Голландією, — підтримувані ним міжнародні контакти допомогли йому бути в курсі всіх головних архітектурних течій у Європі. Міська влада Амстердама послала його до Англії, де він працював з відомим тамтешнім зодчим Ініго Джонсом (1573—1652), відтак мали місце взаємовпливи двох митців. Коли Гендрік де Кейзер повернувся до Амстердама, один з помічників Джонса, Ніколас Стоун, приєднався до нього. Останній працював з де Кейзером в Амстердамі з 1607 до 1613 року і навіть породичався з ним, ставши зятем де Кейзера. Увага Гендріка де Кейзера до Англії та англійської архітектури відображає тодішнє становище Амстердама як великого торгового і культурного центру Європи.

## Перелік робіт
- бл. 1603: Rasphuispoortje, вул. Heiligeweg, Амстердам;
- 1606: Oost-Indisch Huis, Амстердам;
- 1606: Montelbaanstoren, Амстердам;
- 1611: Beurs van Hendrick de Keyser, Rokin,, Амстердам (зруйновано 1835);
- 1603—11: Zuiderkerk, Zuiderkerkhof, Амстердам;
- 1618: Haarlemmerpoort, Амстердам;
- 1622: статуя Еразма, Роттердам;
- 1620—23: Noorderkerk, Амстердам;
- 1614—23: статуя графа Віллема Мовчазного Оранського для Nieuwe Kerk, Делфт (завершено Пітером де Кейзером);
- 1618—20: Делфтська ратуша;
- 1620—31: Westerkerk, Амстердам (завершено Пітером де Кейзером).

Роботи, що часто приписуються авторству Г. де Кейзера:
- Jan Roodenpoortstoren, Амстердам, 1616;
- Haringpakkerstoren, Singel, Амстердам, 1607;
- Huis met de Hoofden, Keizersgracht 123, Амстердам, 1622;
- Huis Bartolotti, Herengracht 170-172, Амстердам, бл. 1617.

## Галерея робіт

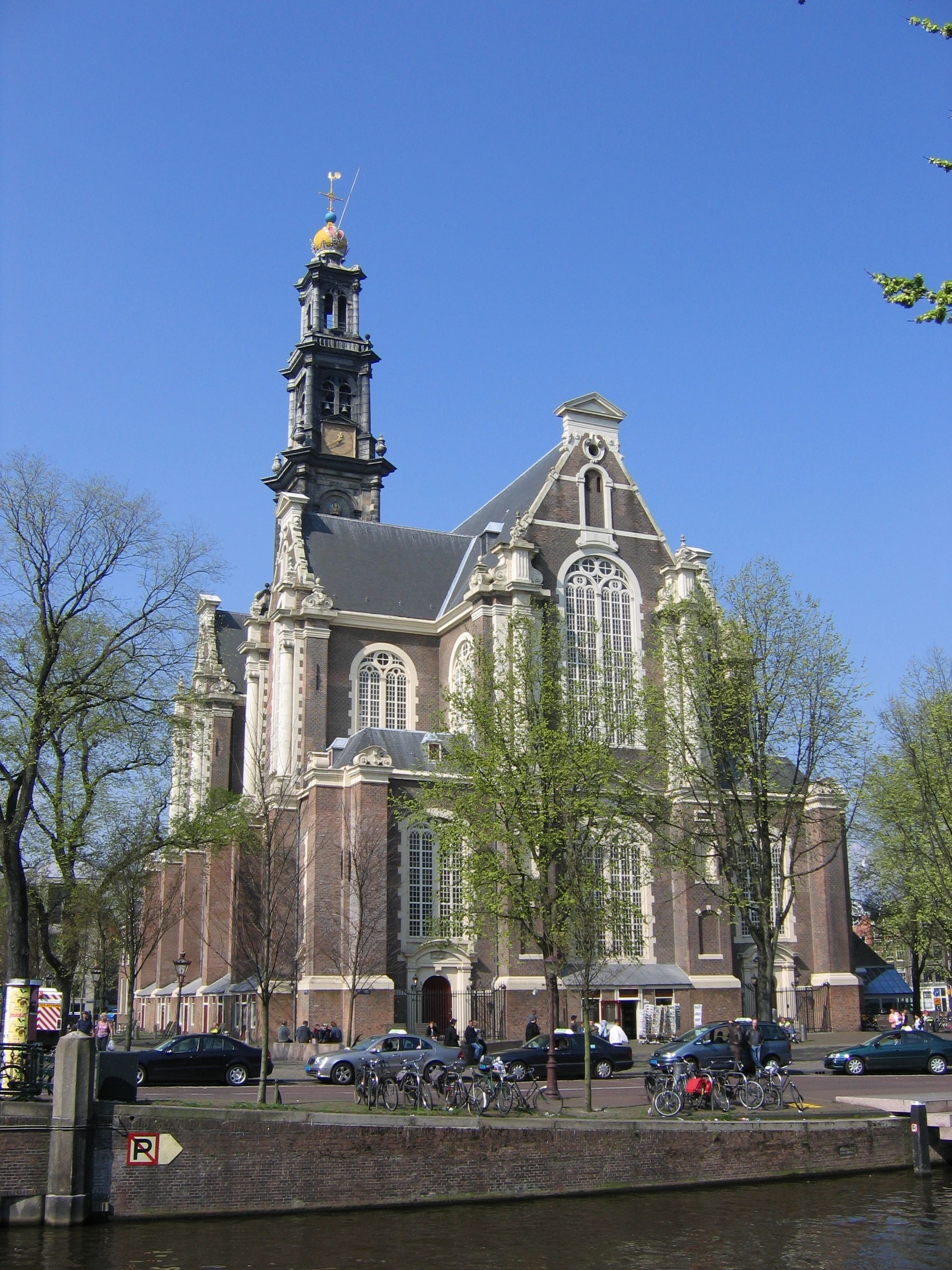
Вестеркерк (Амстердам)
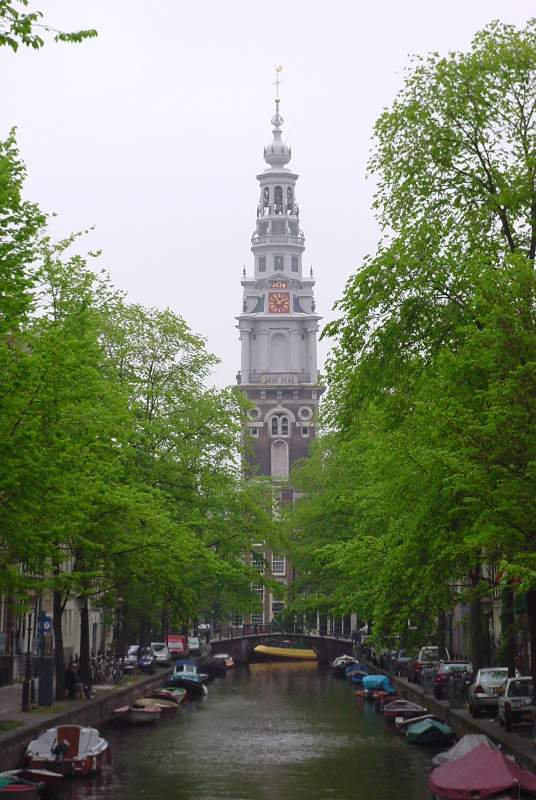
Зьойдеркерк (Амстердам)
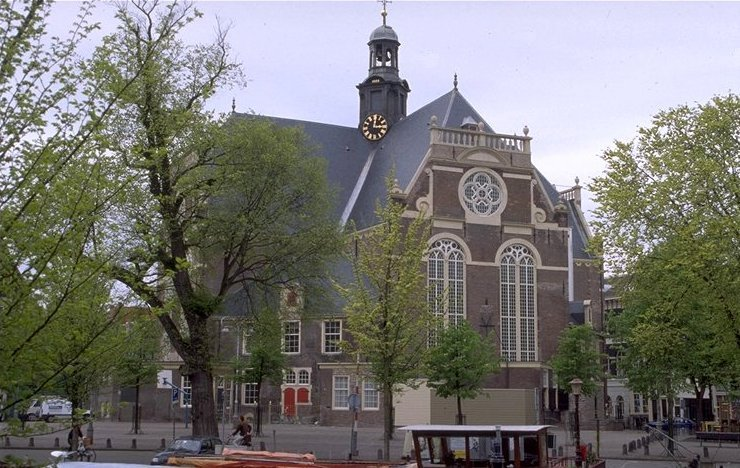
Нордеркерк (Амстердам)
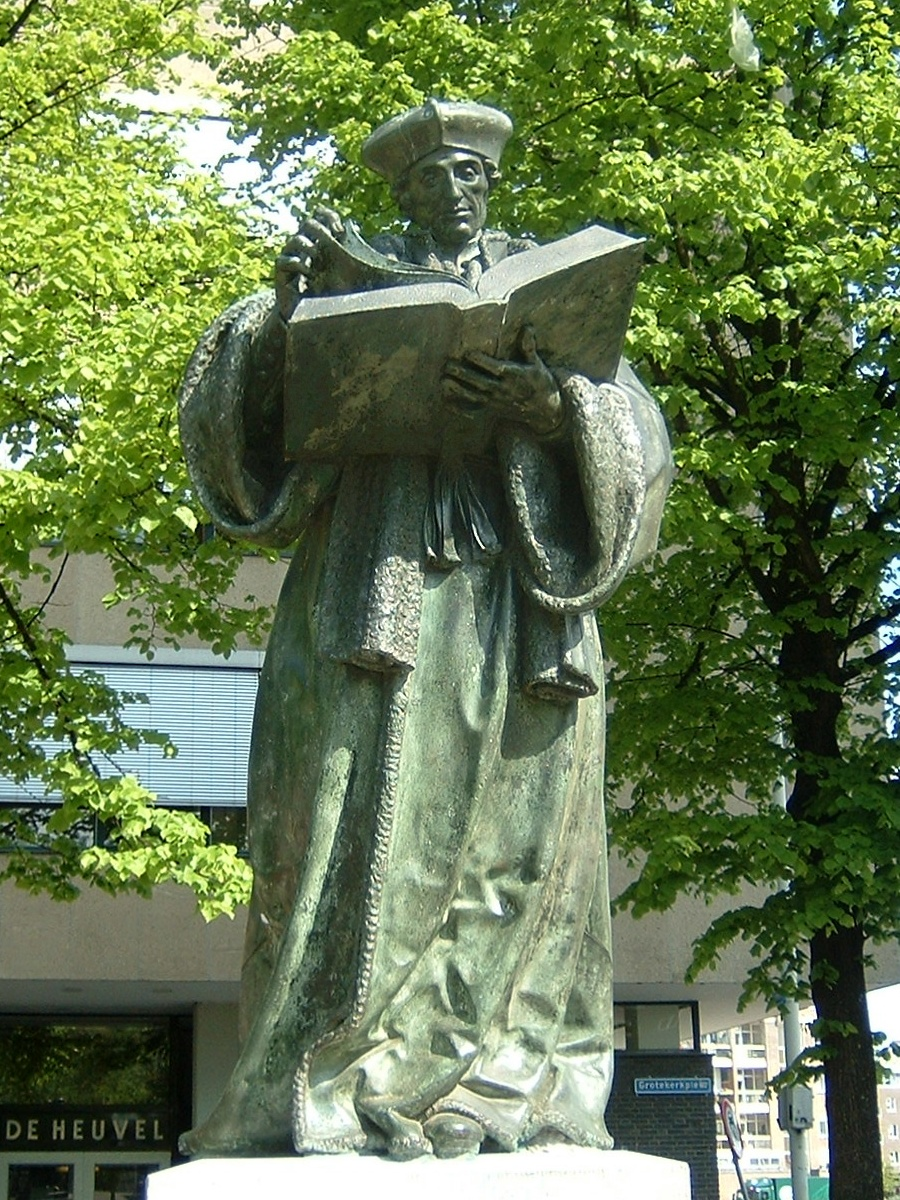
бронзова статуя Еразма Роттердамського, Роттердам